# Thomas Jones (cầu thủ bóng đá, sinh năm 1889)
Thomas Jones (1889 - 8 tháng 4 năm 1923) là một cầu thủ bóng đá chuyên nghiệp người Anh thi đấu ở vị trí thủ môn.